# Ars et Labor
Ars et Labor è stato un periodico mensile illustrato edito da Casa Ricordi, nato nel gennaio 1906 incorporando la precedente rivista Musica e Musicisti e pubblicato fino al 1912. Trattava temi che si concentravano molto sulla musica e sui musicisti, dando largo spazio all'arte e agli spettacoli teatrali. 

## Storia

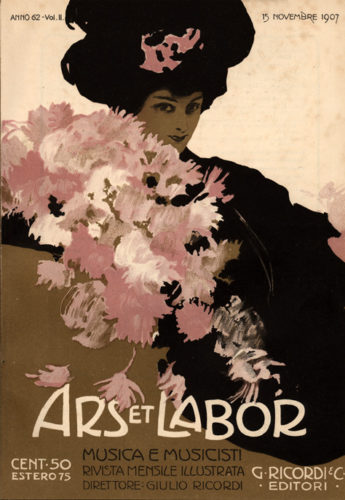
Ars et Labor, illustrazione di Leopoldo Metlicovitz, 1907

Ars et Labor, diretta da Giulio Ricordi, fu una delle riviste artistiche più interessanti del primo Novecento, con richiami anche al liberty sia per i contenuti, sia per l'eleganza della veste tipografica, il raffinato mensile rispecchiava gli interessi lirici e teatrali dell’omonima Casa e si rivolgeva ad un pubblico specializzato. Spaziando ampiamente in tutti i settori del mondo culturale e dello spettacolo dell'epoca, proponeva rubriche di musica, di teatro, di danza, includendo anche notizie e splendidi servizi fotografici sulle esposizioni artistiche, sulla storia del costume e della moda, nonché sulla geografia del territorio nazionale, mentre validissimi illustratori, gli stessi artisti che per la famosa Casa editrice disegnarono i "mitici manifesti", arricchivano i testi. Le copertine a colori, che si devono ad artisti quali Dudovich, Metlicovitz, Malerba, Laskoff, Dal Monte, Anichini e Terzi, possono infine considerarsi tutte dei capolavori.
Da ricordare l'apporto che la moglie di Dudovich, Elisa Bucchi, diede alla rubrica del periodico che si dedicava alla moda, convincendo suo marito a curarla. 
(Marcello Dudovich)
Una rubrica dedicata all'esposizione internazionale apparve regolarmente per tutta la durata della manifestazione sulla rivista e l’editore stesso allestì un proprio stand di rappresentanza negli spazi del Salone delle Arti Grafiche. Un curioso ricordo della visita delle maestranze dell’azienda all’esposizione è riportato sul numero del 15 settembre 1906. La morte di Giulio Ricordi avvenuta nel giugno 1912, frenò bruscamente la storia editoriale ed artistica del periodico che, nel dicembre dello stesso anno cessò, fondendosi con il Secolo XX, anche esso esistente già dal 1902.

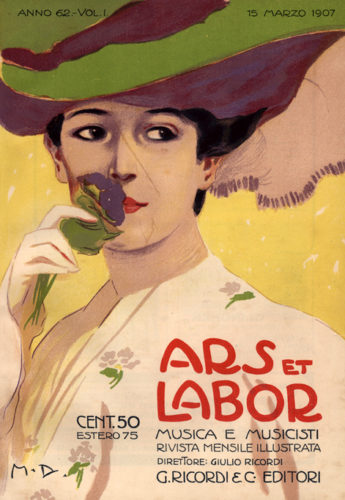
Ars et Labor, illustrazione di Marcello Dudovich, 1907